# Gwardia Łódź (żużel)
Gwardia Łódź – polski klub żużlowy z Łodzi. W latach 1967–1980 brał udział w rozgrywkach ligowych. W późniejszym czasie przestał funkcjonować.

## Historia klubu
Po sezonie 1964 rozwiązano sekcję Tramwajarza Łódź. Po dwóch latach nieobecności żużel wrócił do Łodzi w postaci nowego klubu, Gwardii Łódź. Klub ten bazował głównie na zawodnikach poprzednika. Został rozwiązany po sezonie 1980, pozostawiając po sobie z jednej strony sławę jednej z najstarszych wiekiem drużyn (długoletnie występy weteranów takich jak Paweł Mirowski, Włodzimierz Sumiński, Eugeniusz Wróżyński czy Edward Kupczyński), z drugiej zaś młodych, perspektywicznych zawodników kontynuujących swe kariery w klubach spoza Łodzi (jak Karol Lis i Sławomir Tronina).

## Poszczególne sezony
| Sezon | Rozgrywki ligowe | Rozgrywki ligowe | Rozgrywki ligowe | Rozgrywki ligowe |
| Sezon | Liga             | Liga             | Miejsce          | Miejsce          |
| ----- | ---------------- | ---------------- | ---------------- | ---------------- |
| 1967  | II               | II liga          | 5/10             | 5/10             |
| 1968  | II               | II liga          | 6/9              | 5/10             |
| 1969  | II               | II liga          | 7/9              | 7/9              |
| 1970  | II               | II liga          | 7/8              | 7/8              |
| 1971  | II               | II liga          | 7/8              | 7/8              |
| 1972  | II               | II liga          | 8/8              | 8/8              |
| 1973  | II               | II liga          | 7/8              | 7/8              |
| 1974  | II               | II liga          | 8/8              | 8/8              |
| 1975  | II               | II liga          | 8/8              | 8/8              |
| 1976  | II               | II liga          | 4/6              | 4/6              |
| 1977  | II               | II liga          | 5/7              | 5/7              |
| 1978  | II               | II liga          | 6/7              | 6/7              |
| 1979  | II               | II liga          | 6/8              | 6/8              |
| 1980  | II               | II liga          | 7/8              | 7/8              |

| Poziom ligowy | Liczba sezonów | Sezony    |
| ------------- | -------------- | --------- |
| II            | 14             | 1967–1980 |